# Ebesfenomegacorona
In geometria, l'ebesfenomegacorona è uno dei solidi di Johnson (J89). È costituito da 21 facce, di cui 18 triangolari e 3 quadrate.
La descrizione di questo solido è attribuita al matematico Viktor Zalgaller che nel 1969 classificò i 92 solidi di Johnson e diede un nome a ciascuno di essi.

## Il nome
Il nome ebesfenomegacorona deriva dall'unione di:
- hebes (in latino "ottuso");
- sphenós (in greco "cuneo");
- mégas (in greco "grande");
- corona (dal latino).

Quindi il suo nome può significare grande corona ottusa cuneiforme.